# Palmetto Records
Palmetto Records ist ein unabhängiges amerikanisches Tonträgerunternehmen und Plattenlabel, das sich insbesondere auf Jazz spezialisiert hat und 1990 vom Gitarristen Matt Balitsaris in New York City gegründet wurde.
Nach Alben von Balitsaris veröffentlichte das Label zunächst Tonträger von Greg Hatza, Peter Bernstein, Cecil McBee, Dewey Redman, und Matt Wilson. Mittlerweile gehören auch Ben Allison, Lili Añel, David Berkman, Will Bernard, Betty Buckley, Joey Calderazzo, Frank Christian, Richard Davis, Marty Ehrlich, Peter Eldridge, Sara Gazarek, Larry Goldings, Fred Hersch, Andrew Hill, Javon Jackson, Frank Kimbrough, Lee Konitz, Brian Landrus, Bill Mays, Kate McGarry, Chris McNulty, Mustard's Retreat, Ted Nash, die New York Voices, Noah Preminger, Bobby Previte, Lonnie Smith, Spectrum Road, Steve Swallow, Robert Walter, Bobby Watson oder Matt Wilson zu den Künstlern des Labels.